# Олімпік Парк
Олімпік Парк (англ. Olympic Park) — колишній багатоцільовий стадіон, розташований на Олімпійському бульварі в Мельбурні і мав має 18 500 місць з них 11 000 сидячі.. Стадіон був побудований для змагань з легкої атлетики до Літніх Олімпійських Ігор 1956 року, приймав також футбольні матчі та використовувався як домашня арена команди з регбіліг «Мельбурн Сторм» і змагань з легкої атлетики.
Олімпік Парк був одним із найбільших у Вікторії стадіонів прямокутної конфігурації, що дозволяло приймати матчі з регбі, регбіліг, футболу і американського футболу. Втім прямокутна форма не дозволяла тут проводити матчі з австралійського футболу, найпопулярнішого виду спорту в Австралії, тому наприкінці 2011 року почалось знесення арени. А 11 квітня 2013 року на цьому місці було відкрито «Олімпік Парк Овал», новий стадіон, який був овальним і став приймати ігри австралійського футболу.
Приймав матчі футбольного турніру літніх Олімпійських іграх 1956 року та молодіжного чемпіонату світу з футболу 1981 та 1993 років.